# Червона Шапочка (мультфільм, 1937)
«Червона Шапочка» — радянський мальований мультфільм 1937 року, знятий Валентиною та Зінаїдою Брумберг. Мультфільм створений за мотивами казки Шарля Перро, проте багато в чому відрізняється від неї. Виконаний у класичному «діснеївському» стилі, що пробув у радянській мультиплікації до 1939 року.

## Сюжет
Про те, як довірливу дівчинку, на ім'я Червона Шапочка мало не з'їв вовк.
Якось кіт-листоноша ніс Червоній Шапочці листа від бабусі, в якому вона запрошувала її в гості. По дорозі через ліс на кота напав вовк і мало не відібрав листа. Але кіт все ж таки доставляє лист дівчинці. Отримавши листа, Червона Шапочка висувається в дорогу. Тим часом вовк, зрозумівши, що Червона Шапочка вже близько, перевдягається в козлячу шкуру та підвозить дівчинку до хати бабусі. Вовк встигає проскочити в будинок, підробивши голос Червоної Шапочки, і збирався проковтнути її, але бабусю сховали годинник. Коли прийшла Червона Шапочка, вовк пустив її до хати. Дівчинка почала питати бабусю «чому в тебе такі великі вуха?» і «чому в тебе такі великі очі?» . Але на третє запитання «чому в тебе такі великі зуби?», Вовк відповідає, що вони для того, щоб її. . . З'ЇСТИ!
У цей момент кіт починає посипати вовка перцем, через що той починає чхати й падає з крісла. А потім кіт, взявши стрілку від годинника, вступає з ним у поєдинок. У результаті вовк упав у бочку з томатами, а кіт її замкнув і покотив до річки. Всі щасливі. Червона Шапочка передає бабусі гостинці та навіть частує кота молоком за його героїзм.

## Знімальна група
| сценарій                  | Валентини та Зінаїди Брумберг, Тетяни Басманової, А. А. Карпова |
| текст пісні               | Георгія Березка                                                 |
| режисери                  | Валентина Брумберг, Зінаїда Брумберг                            |
| помічник                  | Тетяна Басманова                                                |
| композитор                | Анатолій Олександров                                            |
| художники-мультиплікатори | Ламіс Бредіс, Лев Пізнєєв                                       |
| звукооператор             | З. Ренський                                                     |
| оператор                  | Д. Каретний                                                     |

## Відмінності від казки
- У мультфільмі є кіт, якого в казці не було.
- У мультфільмі вовк не зміг з'їсти ані Червоної Шапочки, ані бабусі. Відповідно, розрізати йому живіт, як у казці, ніхто не став.
- У мультфільмі з вовком покінчили набагато м'якше, ніж в оригіналі — вовк упав у бочку з томатами, яку кіт замкнув, а потім покотив її дорогою, після чого та потонула в річці.
- При зустрічі вовк одягнувся в козлячу шкуру, через що Червона Шапочка йому й повірила.

## Факти
- Вовк, одягнений у козлячу шкуру співає пісеньку «Жив-був у бабусі сіренький козлик» (тільки перші 4 рядки).

## Відео
Мультфільм випускався на відеокасетах у різних збірниках у 1980-х роках у системі SECAM, а у 1990-х — у системі PAL у збірниках мультфільмів відеостудії «Союз» (з 1994 року).